# Pitcairnia feliciana
Pitcairnia feliciana is de enige soort uit de bromeliafamilie die in het wild wordt gevonden in West-Afrika. De soort is zeer zeldzaam en bedreigd en kan epilitisch groeiend op steile rotsen en kliffen worden gevonden in een gebied van maar een paar vierkante kilometer groot in Equatoriaal-Guinea. Deze soort stamt waarschijnlijk af van zaden die in het verre verleden door trekvogels hierheen gebracht zijn vanuit Zuid-Amerika.
De plant heeft een lange inactieve periode in het droge seizoen en behoudt een rok van dode bladeren op de basis van de plant als isolatie.